# Jean-Philippe Bergeron
Pour les articles homonymes, voir Bergeron.
Jean-Philippe Bergeron est un écrivain québécois né à Saint-Hyacinthe en 1978.
Il a publié sept livres de poésie: Visages de l'affolement, Débris des ruches, Ombres, Géométrie fantôme, Les Planches anatomiques, états et abîmes et genèse, berceau, dessin de la lune.

## Honneurs
- 2004 - Prix Alain-Grandbois
- 2018 - Prix Félix-Antoine-Savard
- 2020 - Grand prix Québecor du Festival international de la poésie

## Publications
- Visages de l'affolement: poèmes, Outremont, Québec: Lanctôt, 2003  (ISBN 2-89485-245-2); Montréal: Poètes de brousse, 2016  (ISBN 9782923338972)
- Débris des ruches, Montréal: Poètes de brousse, 2005  (ISBN 2-923338-03-0)
- Ombres, Montréal: Poètes de brousse, 2007  (ISBN 978-2923338125)
- Géométrie fantôme (avec l'artiste Jean-Sébastien Denis), Montréal: Poètes de brousse, 2011  (ISBN 978-2923338125)
- Les Planches anatomiques, Montréal: Poètes de Brousse, 2014  (ISBN 9782923338743)
- états et abîmes, Montréal: Poètes de brousse, 2019  (ISBN 9782924671283)
- genèse, berceau, dessin de la lune, Montréal: Poètes de brousse, 2023  (ISBN 9782925226222)